# Three (película)
Three (en alemán: Drei) es una película alemana del año 2010 dirigida por Tom Tykwer y protagonizada por Sophie Rois, Sebastian Schipper y Devid Striesow en los papeles principales. Cuenta la historia de una pareja hetero cuyos dos miembros (el hombre llamado Simon y la mujer llamada Hanna) se enamoran de un mismo hombre, Adam.

## Sinopsis
Hanna y Simon, son una pareja de cuarentones que viven en Berlín, han estado juntos durante 20 años, desarrollan una aventura con Adam, sin saber cada uno la relación del otro y se enamoran de él. Tampoco sabe Adam que sus dos amantes son una pareja que acaba de casarse. Cuando Hanna queda embarazada la pregunta es obvia: ¿quién es el padre? En esta tragicómica película veremos la verdad sobre la sociedad alemana, a merced de sus sentimientos mezclados, que finalmente se alejarán o se convertirán en un trío feliz.

## Elenco
- Sophie Rois como Hanna.
- Sebastian Schipper como Simon.
- Devid Striesow como Adam.
- Angela Winkler como Hildegard, la madre de Simon.
- Annedore Kleist como Lotte.
- Alexander Hörbe como Dirk.
- Winnie Böwe como Petra.
- Hans-Uwe Bauer como Dr. Wissmer.
- Carina N. Wiese como Schwester Ruth.
- Dominique Chiout como Clara.
- Marita Hueber como Martha.
- Michael Gerber como Vorsitzender Ethikrat.
- Thomas Neumann como Wissenschaftler Ethikrat.
- Cornelius Schwalm como Volker Müller.
- Edgar M. Böhlke como Simons Vater.

## Premiaciones
- En 2010 la película estuvo nominada para el Golden Lion en la 67ª edición del Festival Internacional de cine de Venecia.
- En 2010 3 Premios del Cine Alemán: incluyendo Mejor director y 6 nominaciones
- En 2011: Premios del Cine Europeo: Nominada a Mejor edición.